# Henryka Słomczewska
Henryka Słomczewska (verheiratete Nowak; * 25. April 1915 in Łódź; † 12. Juni 1998 ebd.) war eine polnische Weitspringerin.
1938 wurde sie bei den Leichtathletik-Europameisterschaften in Wien Achte. Bei den Olympischen Spielen 1948 in London schied sie in der Qualifikation aus.
Ihre persönliche Bestleistung von 5,52 m stellte sie am 25. Juni 1939 in Bergamo auf.